# Музей-диорама «Курская битва. Белгородское направление»

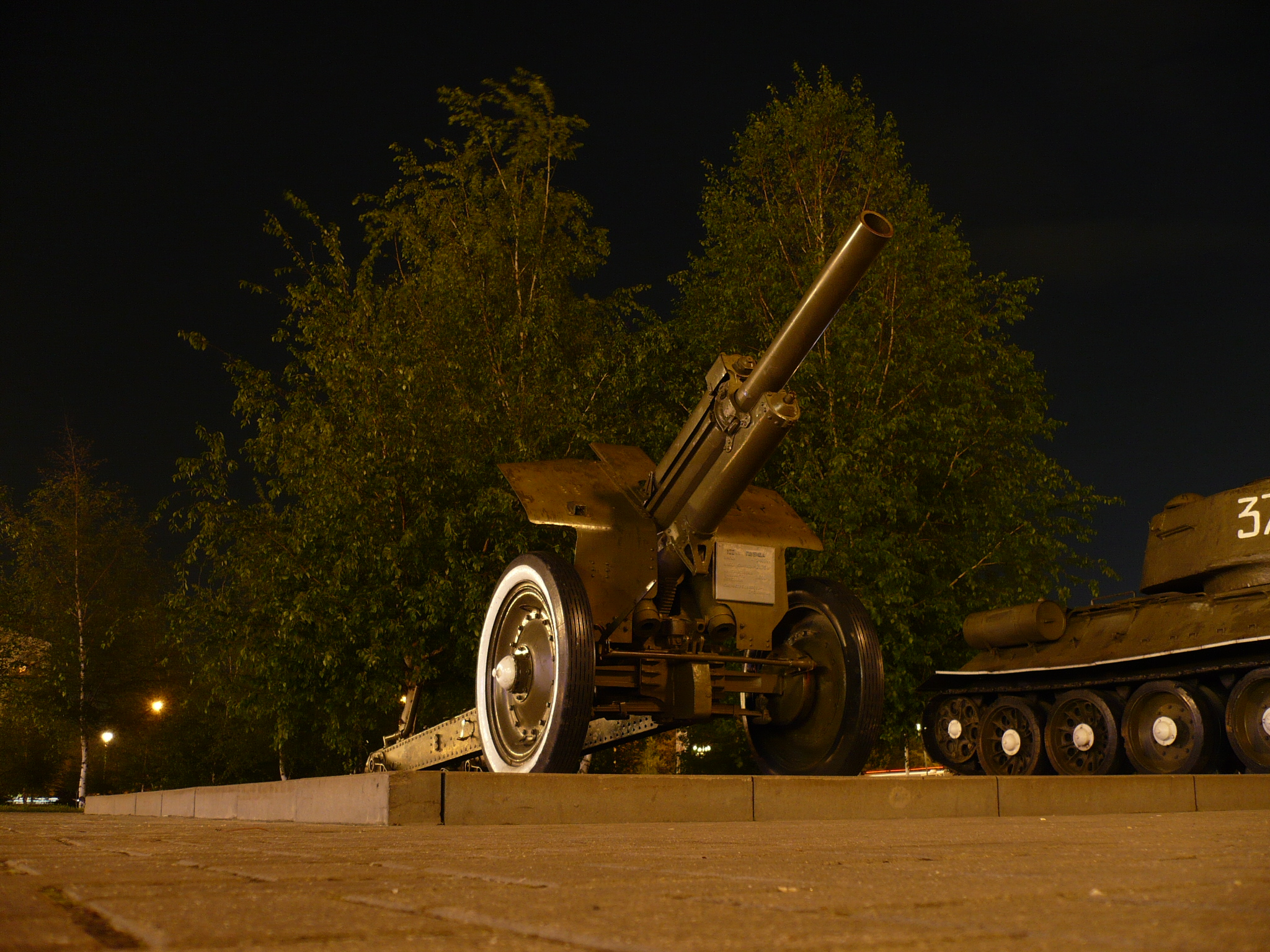
122-мм гаубица обр. 1938 г. М-30 на открытой площадке за зданием музея.

Музей-диорама «Курская дуга. Белгородское направление» — главный военный музей Белгорода. Посвящён Прохоровскому танковому сражению.

## История
Строительство музея началось в декабре 1984 года и окончилось в ноябре 1985. 9 мая 1985 года был открыт «Зал боевой славы», в котором размещалась временная фотовыставка. По окончании торжественных мероприятий музей был закрыт для завершения строительных работ и художественных работ по созданию полотна и предметного плана диорамы.
Музей-диорама был торжественно открыт 4 августа 1987 года. 4 августа 1993 года в музее была открыта постоянно действующая экспозиция «На земле опаленной». В 2007—2008 гг. в экспозиции были установлены сенсорный киоск с презентациями по военной тематике (силы и состав воюющих сторон, подробные биографии командующих и участников, полная характеристика вооружения и снаряжения участников битвы, идеология и быт участников военных действий) и электронная Книга памяти с доступом на сайт МО «ОБД Мемориал».

## Здание
Здание музея выполнено в форме дуги на высоком цоколе. Перед входом в музей установлены танк ИС-3, самоходное орудие ИСУ-152, три миномёта и орудие.
5 августа состоялась торжественная церемония открытия Белгородского государственного историко-художественного музея-диорамы «Курская битва. Белгородское направление» после капитального ремонта и презентация новой экспозиции «На земле опаленной».
В 2020 году начался капитальный ремонт главного военного и самого посещаемого музея города Белгорода — музея-диорамы.
В период капитального ремонта экспонат № 1 — крупнейшая в России диорама «Огненная дуга», — прошел масштабную реставрацию, которую осуществили специалисты Студии военных художников имени М. Б. Грекова под руководством реставратора Ивана Крившинко.
Над созданием экспозиции работал авторский коллектив музея-диорамы под руководством Марии Кугиной, Валентины Павловой и специалисты ООО «Архитектура музея» под руководством Юлии Алюшиной. г. Санкт-Петербург.
Новая экспозиция создана с применением современных тенденций в проектировании музейных экспозиций, сохранив при этом свою военно-историческую тематику.
Посетителям представят новые витринные комплексы, посвященные основным этапам и участникам Курской битвы, а также военной истории Белгородчины. Впервые в музее-диораме появилась кинетическая инсталляция — «Скрытая экспозиция», которая по-новому подает посетителям музейные предметы, сохраняя элементы неожиданности при просмотре.
Мультимедийные технологии позволяют «оживить» живописное полотно диорамы «Огненная дуга» с помощью бинокуляров. Элементы динамики применены в научных реконструкциях. Благодаря профессиональным актёрам на проекционных панелях оживают сцены принятия важных стратегических решений.
Сенсорные экраны, мультимедийные панели расширяют способы подачи материалов об истории Курской битвы, Великой Отечественной войны 1941—1945 гг. в целом.
Архитектор-дизайнер по созданию новых интерьеров музея-диорамы — Зарубина Анна (руководитель мультидисциплинарной платформы ZA| design.architecture.urban.research)

## Экспозиция военной техники
На открытом воздухе, позади главного здания расположена смотровая площадка на которой установлена техника периода Великой Отечественной войны. Ни один из экспонатов открытой площадки в Курской битве не участвовал. Это все образцы техники принятой на вооружение после августа 1943 года.
В 2008 году был проведен капитальный ремонт здания музея.

## Экспозиционная площадь
Экспозиционно-выставочная 1280,9 м²; временных выставок 124 м².

## Диорама
Диорама «Прохоровское танковое сражение» — самая крупная диорама в России.
В основу идейно-художественного замысла положено танковое сражение под Прохоровкой 12 июля 1943 года, победа в котором стала переломным рубежом в Курской битве. Диорама была создана творческой группой художников-баталистов студии им. М. Б. Грекова: народными художниками РФ Н. Бутом, Г. Севостьяновым, В. Щербаковым.
Площадь холста диорамы составляет 1005 м² (длина — 67, высота — 15 м). Между картиной и смотровой площадкой находится рельефный макет местности (предметный план), занимающий более 500 м².
Художники воспроизвели события, наблюдаемые с высоты 252,2 м. Зрителю открывается вид на бой 5-й гвардейской танковой армии, на боевые порядки 29 танкового корпуса.

## Музей в почте и филателии

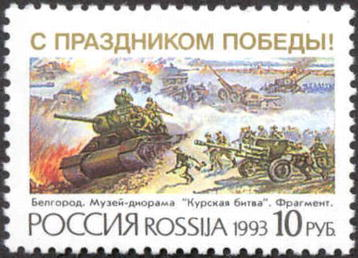
Музей-диорама «Курская битва». Почтовая марка 1993 год

В 1993 году выпущенная почтовая марка «С праздником Победы» с изображением музея-диорамы «Курская битва».
28 июля 2009 года издательско-торговым центром «Марка» для почты России тиражом в 10 тысяч экземпляров выпущена карточка с литерой «В» № 173К-2009 с изображением музея-диорамы «Курская битва. Белгородское направление». На карточке написано: «С пожеланиями мира и счастья из Белгорода — города воинской славы». Фотограф — В. Бочкарев. Дизайнер — Д. Чусовитина.